# Chapelle de Saint-Samson
La chapelle de Saint-Samson est un édifice situé à Pleumeur-Bodou, en France.

## Localisation
La chapelle est située sur le territoire de la commune de Pleumeur-Bodou dans le département des Côtes-d'Armor, dans la région Bretagne.

## Description
La chapelle est construite entre 1575 et 1631. Elle est typique de l'architecture Beaumanoir, architecte lannionnais, avec son clocher-mur flanqué d'une tourelle à coupole qui abrite l'escalier d'accès aux cloches.
Édifice rectangulaire avec clocher-mur. Au campanile, percé de trois baies, est accolé un escalier cylindrique en pierre, couvert d'un dôme. Le campanile est surmonté d'une flèche octogone. Des mâchicoulis élargissent la plateforme terrasse. La façade sud, avec oculus, possède une entrée moulurée en forme d'accolade avec pinacle à fleurons en prolongement des pieds-droits. Maîtresse-vitre flamboyante. La chapelle était fréquentée par les fabriciens de Pleumeur. Les pèlerins vinrent demander la guérison de leurs membres malades à l'eau de la fontaine Saint-Samson, ou à la vertu de la croix placée près de la porte de la chapelle.
L'accès se fait par le champ. Sur la droite du chemin, la fontaine indissociable des chapelles bretonnes. Un menhir christianisé datant de 3000 av. J.-C. fait face à l'entrée de la chapelle,.

## Historique
Édifice datant de la fin du XVIe siècle et du début du XVIIe siècle, restauré au XIXe siècle. Le contrefort sud porte la date de 1575.
La chapelle est inscrite au titre des monuments historiques par arrêté du 7 octobre 1964.

## Galerie

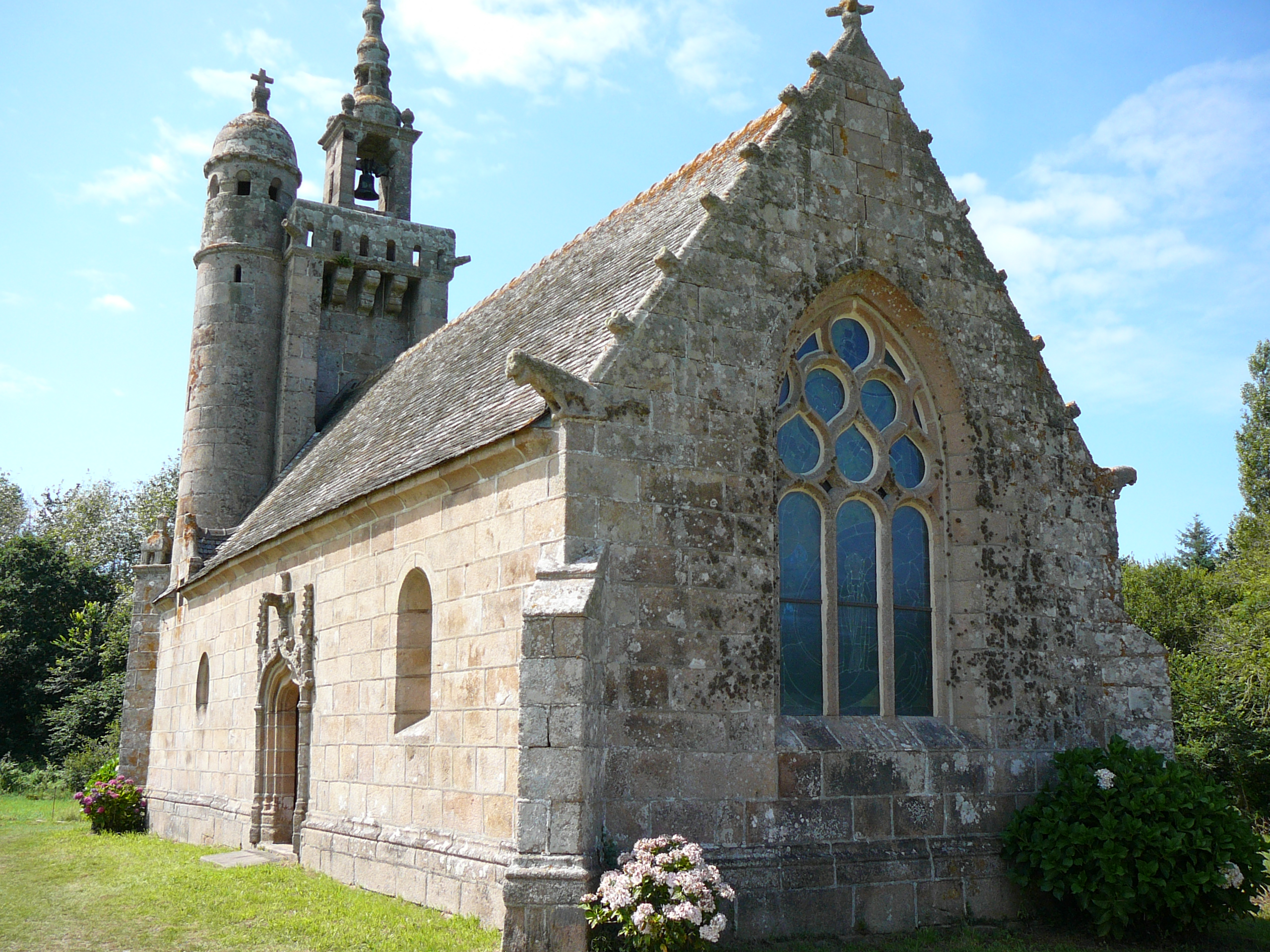
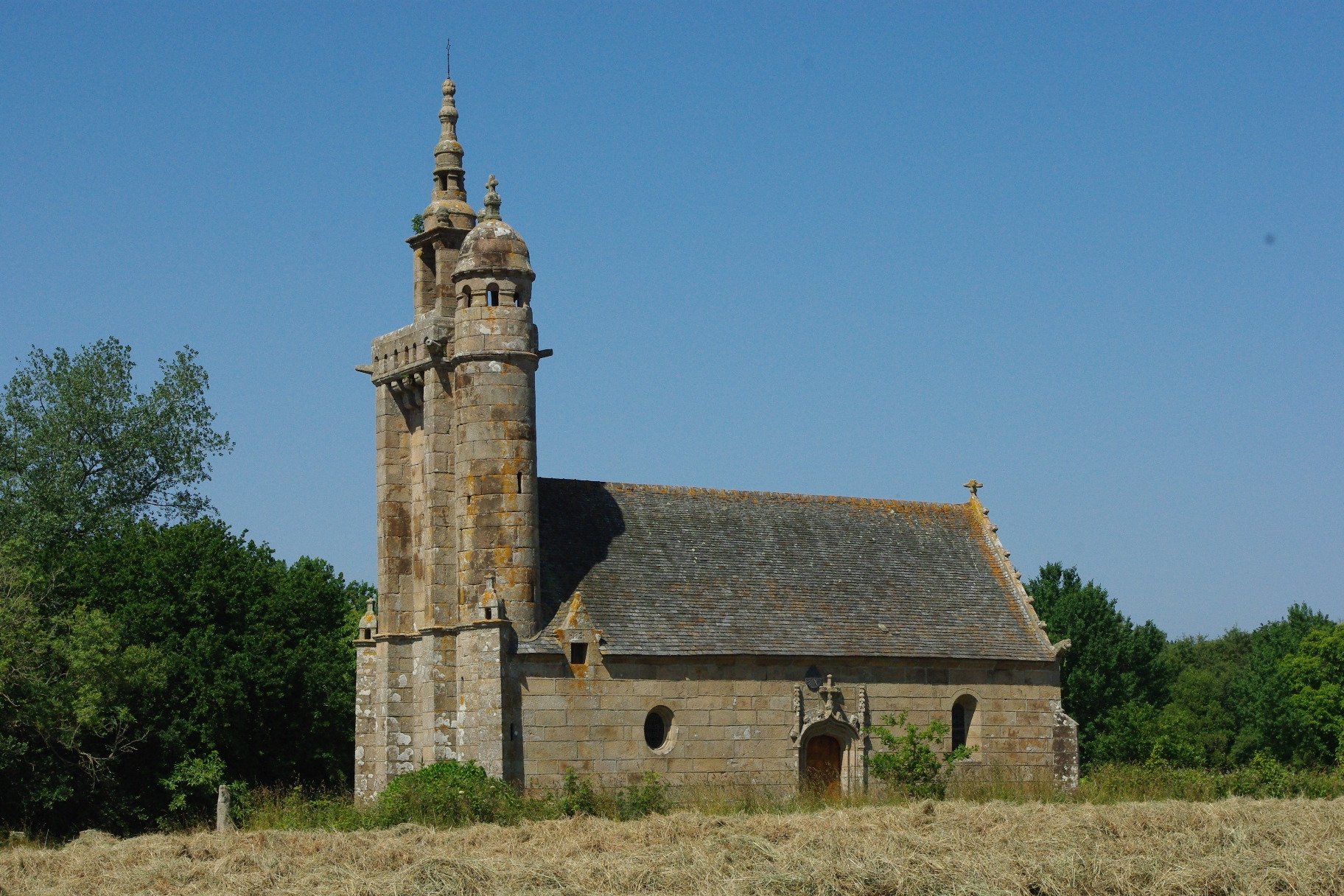
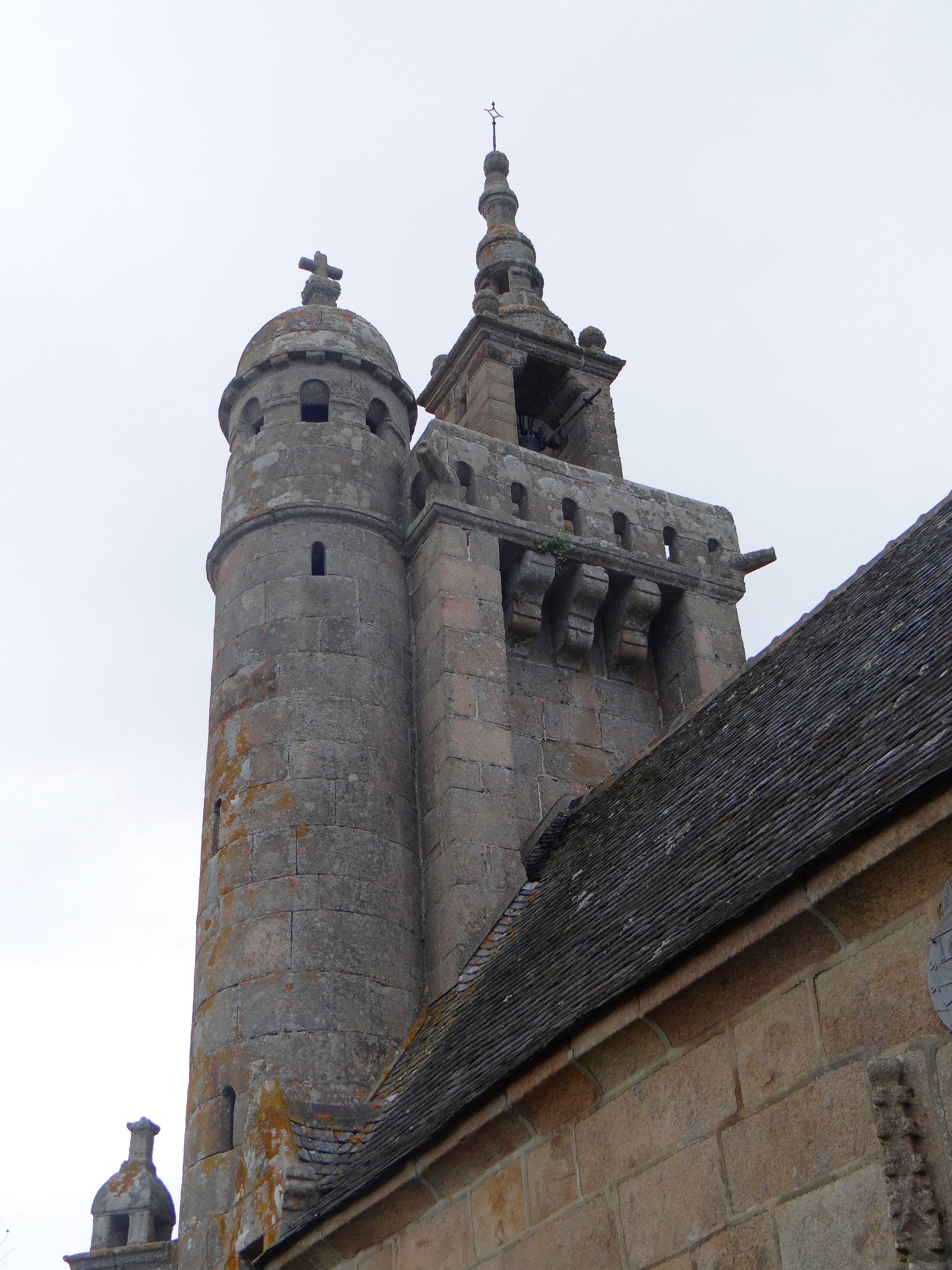
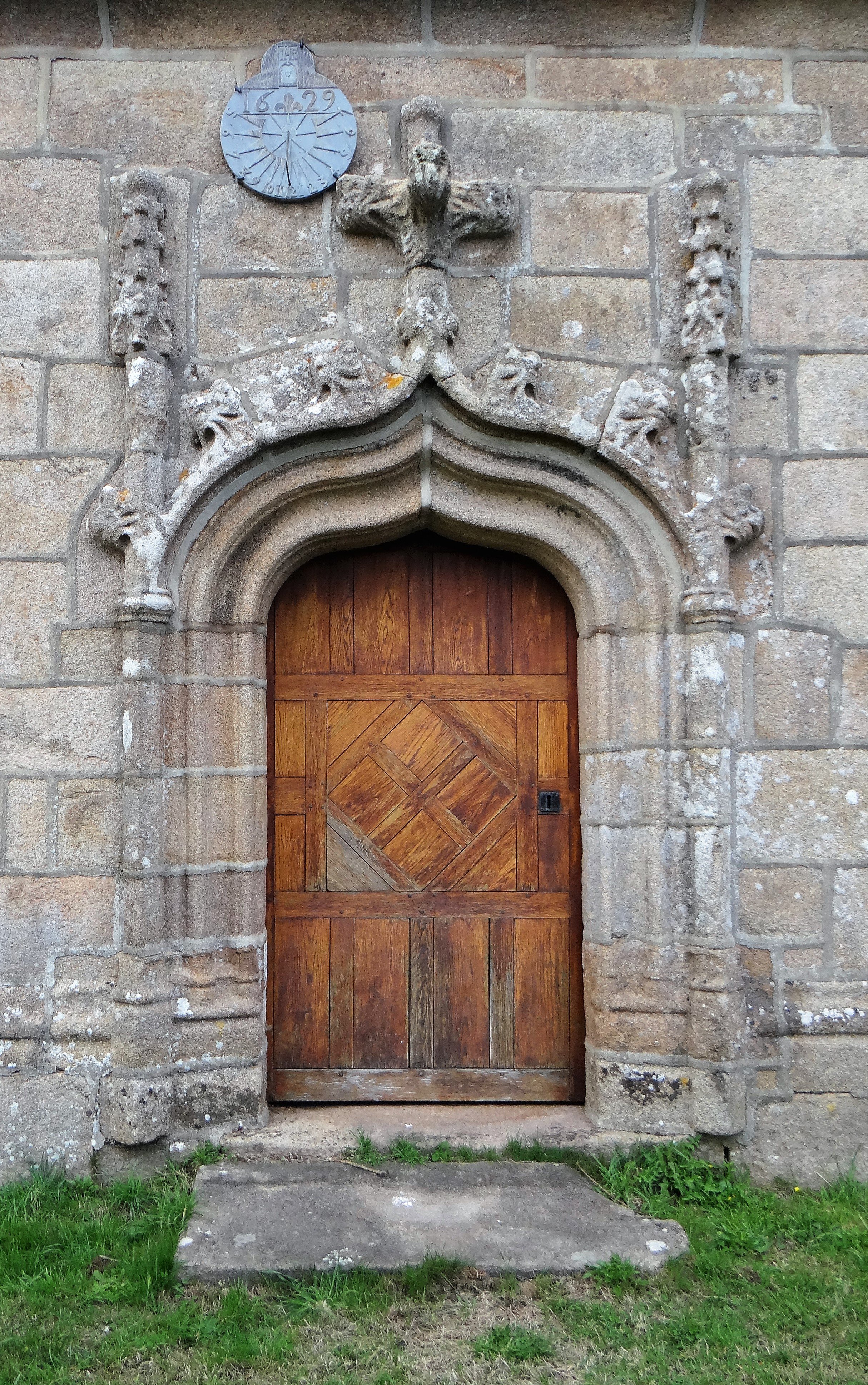
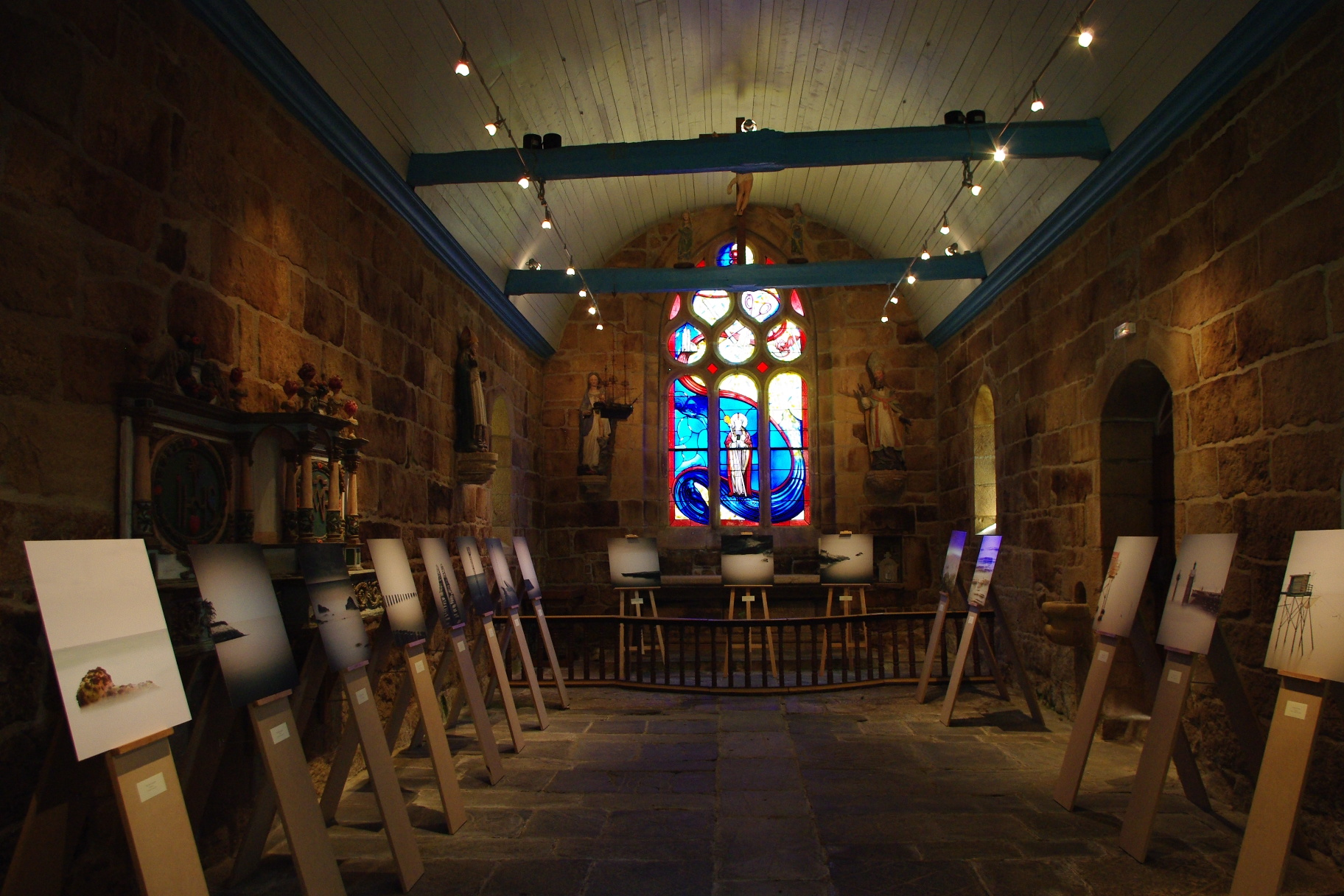
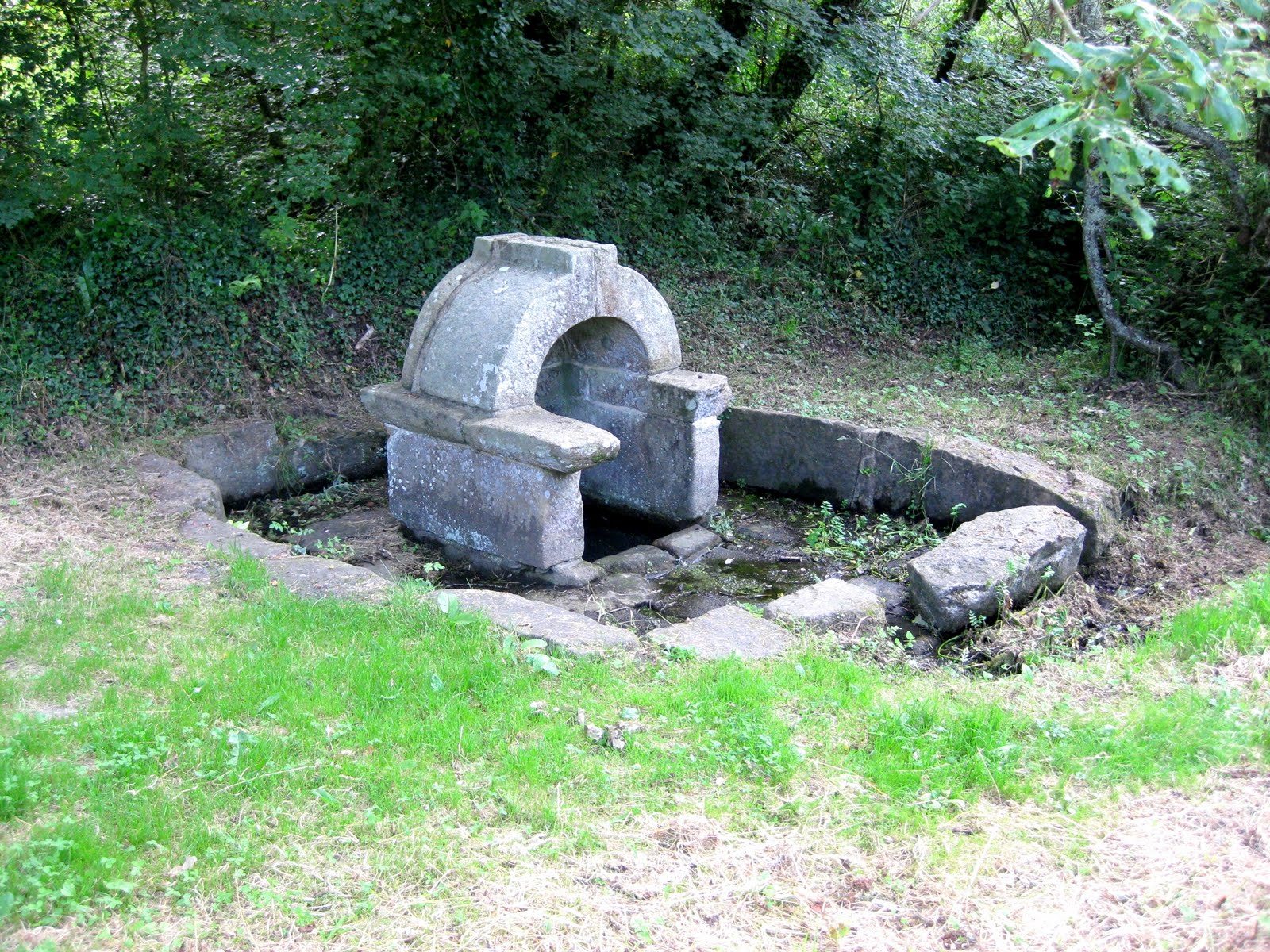